# Henri Ferrari
Henri Ferrari (* 23. September 1912 in Frontignan; † 25. Dezember 1975) war ein französischer Gewichtheber.

## Werdegang
Henri begann erst mit 23 Jahren in Montpellier mit dem Gewichtheben. Ab 1938 gehörte er zur französischen Spitzenklasse. Sein Pech war, dass er diese am Vorabend des Zweiten Weltkrieges erreichte und während des gesamten Krieges natürlich keine internationalen Meisterschaften stattfanden. Als er nach 1945 endlich an solchen teilnehmen konnte, war er bereits 34 Jahre alt und seine Laufbahn neigte sich dem Ende entgegen. Dass er ein Weltklasse-Gewichtheber war, zeigte er durch seine Weltrekorde, die er von 1943 bis 1946 aufstellte. Besonders bemerkenswert war sein Weltrekord von 169 kg im Stoßen des Halbschwergewichtes (bis 82,5 kg Körpergewicht). Dieser Weltrekord lag seinerzeit um 1,5 kg höher als der Weltrekord des Esten Arnold Luhaäär im Schwergewicht mit 167,5 kg.
Zum Abschluss seiner Laufbahn erreichte Henri Ferrari, der Friseur in Montpellier war, bei den Weltmeisterschaften 1946 in Paris einen hervorragenden 3. Platz. Ihm zu Ehren wurde in Montpellier ein Gymnasium benannt.

## Internationale Erfolge
- 1946, 3. Platz, Weltmeisterschaft in Paris, Halbschwergewicht, mit 390 kg, hinter Grigori Nowak, UdSSR, 425 kg und Frank Kay, Vereinigte Staaten, 390 kg.

## Französische Meisterschaften
Henri Ferrari errang insgesamt sechs französische Meistertitel im Mittel- und Halbschwergewicht.

## Weltrekorde
im beidarmigen Reißen:
- 123 kg, 1943 in Paris, Mittelgewicht.

im beidarmigen Stoßen:
- 156,5 kg, 1945 in Paris, Mittelgewicht,
- 159 kg, 1946 in Paris, Mittelgewicht,
- 161 kg, 1945 in Paris, Halbschwergewicht,
- 169 kg, 1945 in Paris, Halbschwergewicht.

Daneben stellte Henri Ferrari in seiner Laufbahn 28 französische Rekorde auf.